# Chiesa di Santa Maria delle Grazie (Trani)
La chiesa di Santa Maria delle Grazie è un edificio religioso di Trani.

## Descrizione
Consacrata nel 1595 dall'arcivescovo Giulio Caracciolo, la chiesa fu costruita da Ettore Palagano, probabilmente sulle rovine di una preesistenza, per devozione a Maria Santissima del Pozzo.

### Esterno
Una grande pineta piantata negli anni '70 che ha sostituito il vitigno caduto in disuso dall'epoca dei frati, è il biglietto da visita con la quale si presenta la splendida facciata di pietra bianca di Trani della chiesa intitolata a Santa Maria delle Grazie patrona dei francescani. Splendido esempio dell'arte francescana, esternamente, la facciata, presenta quattro lesene che sormontano un cornicione e la parte soprelevata della facciata. Nella nicchia a vento della parte superiore è posta una statua di San Francesco d'Assisi. Oggi questa statua è di materiale resistente alle intemperie, e donata da una famiglia della parrocchia ha sostituito una più antica, sempre dello stesso santo in gesso, che ormai era logorata e che oggi si trova conservata nella sede dell'associazione. Il campanile è tipico delle chiese di campagna, avente due celle con campane; La terza campana, la più grande, fu aggiunta negli anni '80.

### Interno

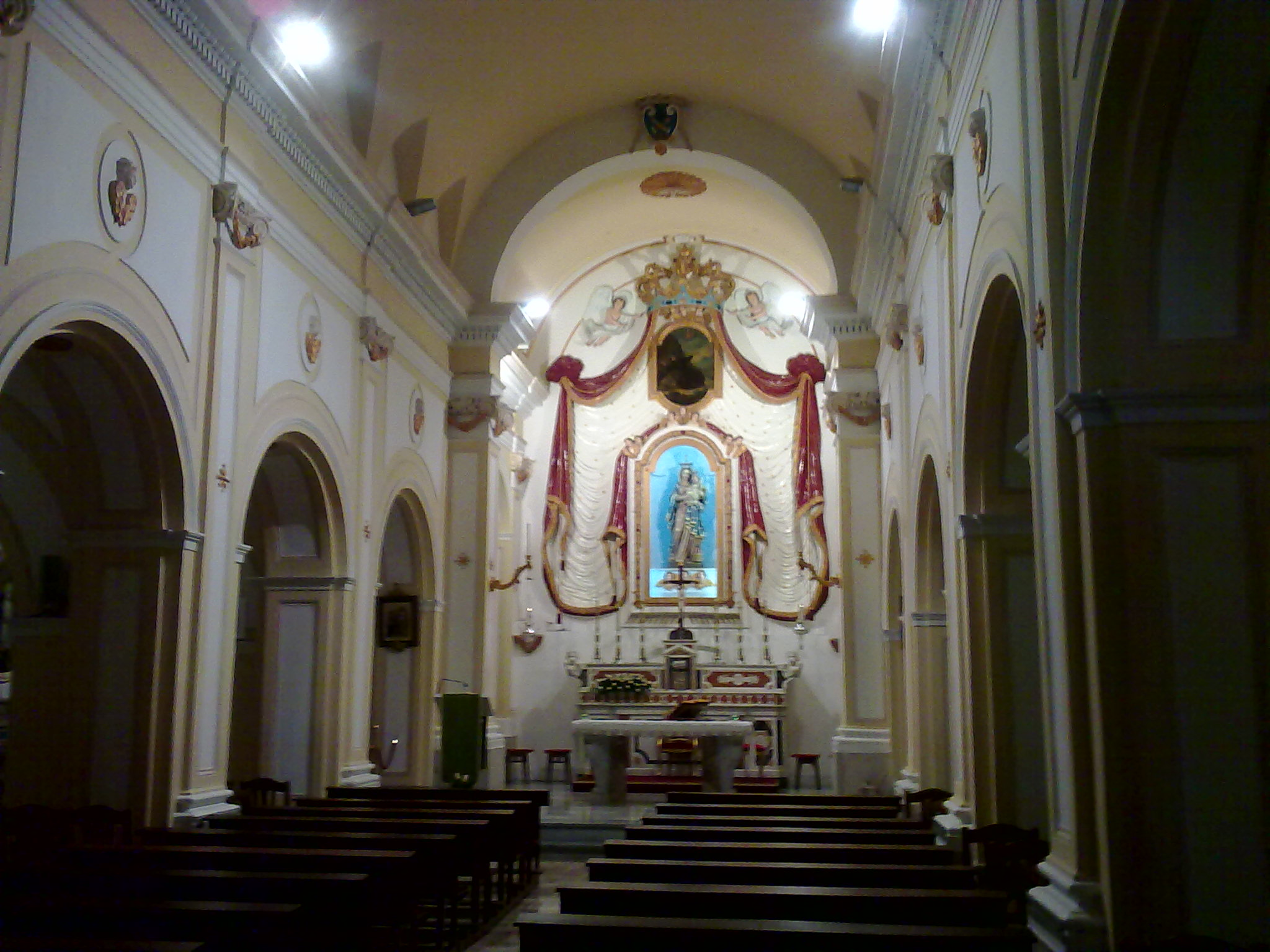
Interno della chiesa.

All'interno la chiesa, si presenta a tre navate. Le navate laterali, sono divise dalla centrale da una serie di archi a tutto sesto, mentre un grande arco nella navata centrale, indica l'inizio dell'altare, ed è sormontato da un grande stemma a forma di scudo di stampo francescano. sempre in essa, nella parte corrispondente all'ingresso vi è un matroneo, utilizzato probabilmente dai francescani come corale; infatti qui vi è presente un antico organo a canne, oggi non funzionante. La volta della navata centrale è a forma di botte, mentre le laterali presentano una serie di archi che le rendono delle piccole cappelle, ognuna con il suo altare minore. Di gran pregio è il manto reale con una grande corona in gesso situato sull'altare maggiore e che avvolge la nicchia dov'è conservata l'effigie della Madonna del Pozzo. La stessa statua rappresenta un vero gioiello d'arte; donata da una famiglia della città la statua "insigne opera degli artigiani della Val Gardena" (come cita la frase della lapide commemorativa), rappresenta oggetto di venerazione da parte dei fedeli della città, e che viene portata in processione nel giorno della sua ricorrenza (ultimo sabato di agosto) su di un carro ornato da splendidi fiori. I recenti restauri avvenuti nel 2008 hanno riportato alla luce gli splendidi colori e fregi di cui erano ornati gli altarini delle navate laterali. Sono presenti inoltre, tele dipinte a devozione di famiglie ma di autori ignoti e che rappresentano immagini mariane e santi francescani, come la tela di San Felice da Cantalice. Il monastero adiacente è oggi adibito a casa di riposo per anziani intitolata a Vittorio Emanuele II.